# Vladimir Naglić
Vladimir Naglić (Banja Luka, 12. srpnja 1930. – Zagreb, 7. prosinca 2022.) umirovljeni je sveučilišni redoviti profesor.

## Životopis
Rođen u Banja Luci, Bosna i Hercegovina 1930. godine. U Zagrebu je pohađao je realnu gimnaziju koju je završio 1949. godine. Studirao je na Elektrotehničkom odsjeku Tehničkoga fakulteta, te diplomirao 1957. na tada novoosnovanom Elektrotehničkom fakultetu (ETF) ( danas Fakultet elektrotehnike i računarstva) Sveučilišta u Zagrebu. 
Godine 1959. zaposlio se kao asistent na katedri Titrajni krugovi ETF-a, iz koje je izrastao današnji Zavod za elektroničke sustave i obradbu informacija. Doktorirao je 1968. godine, zatim izabran u znanstvenonastavno zvanje docenta 1970., godine 1976. u zvanje izvanrednog profesora.
Od 1981. godine redoviti je profesor za grupu predmeta “Mreže, sistemi i signali” i znanstveni savjetnik iz polja elektrotehnike.
Predstojnik Zavoda za elektroničke sustave i obradbu informacija bio je u nekoliko mandata, prodekan za nastavu Fakulteta (1984. – 1986.) i konačno dekan Fakulteta, od 1988. – 1990., u razdoblju velikog prostornog proširenja, a vršio je i mnoge dužnosti na Sveučilištu. Dugogodišnje vođenje Odbora za izdavačku djelatnost zapaženo je po produktivnosti publicističke djelatnosti.
Bavio se teorijom električnih mreža, analize i sinteze električkih krugova, obradbom signala u komunikacijskim sustavima i teorijom ekonomičnosti prometa. Napisao je Osnove teorije mreža (1976.)
Kroz svoj dugogodišnji rad profesora na ETF-u, odnosno FER-u, pokrenuo je i predavao niz predmeta na dodiplomskom i poslijediplomskom studiju vezanih za područje njegovog znanstvenog interesa, Teorija mreža i linija, Sistemi za prijenos i telemetriju, Analiza nelinearnih mreža, Grafovi i mreže.
Vodio je tri doktorata, više magisterija i niz diplomskih radova. Objavio je oko 90 znanstvenih i stručnih radova u formi članaka u časopisima, referata na znanstvenim skupovima u zemlji i inozemstvu, naručenih studija, projekata, recenzija i elaborata za znanstvene fondacije, institute ili industriju.
Bio je glavni urednik "Spomenice FER-a" 1996. godine. Napisao je i monografski prikaz svojih prisjećanja na ljude i događanja, koji su obilježili nastanak i razvoj Fakulteta u okviru zagrebačkog Sveučilišta, a u konačnici utjecali i na razvoj elektrotehnike u Hrvatskoj. Knjiga je tiskana pod naslovom "Zapisi dobronamjernog zlopamtila", a promovirana je 2006. povodom 50. obljetnice djelovanja Fakulteta elektrotehnike i računarstva kao samostalne ustanove visokog obrazovanja.
Bio je redoviti član Hrvatska udruga diplomiranih inženjera Fakulteta elektrotehnike i računarstva
Sveučilišta u Zagrebu.

## Nagrade i priznanja
Za svoj rad dobio je niz javnih priznanja i nagrada, među ostalim i Zlatnu plaketu ‘Josip Lončar’, te plaketu ‘Zaslužnom profesoru i istaknutom znanstvenom radniku’ Sveučilišta u Zagrebu. Prilikom odlaska u mirovinu 2000. godine dodijeljeno mu je počasno zvanje "posebno istaknuti profesor FER-a" za doprinos razvoju i napretku Fakulteta.